# Megan McArthur
Katherine Megan McArthur (født 30. august 1971) er en NASA-astronaut hendes første rummission var rumfærge-missionen STS-125 som 2. missionsspecialist, hvor hun styrede robotarmen. 